# Coppa del mondo di atletica leggera 1981

La partenza dai blocchi di Gabriella Dorio nella gara degli 800 metri piani, chiusa al quarto posto; la mezzofondista italiana, sempre durante la Coppa del mondo, sarà seconda nei 1500 metri piani.

La terza edizione della Coppa del mondo di atletica leggera si disputò dal 4 al 6 settembre 1981 allo Stadio Olimpico di Roma, dove si erano disputate le Olimpiadi ventuno anni prima.
Per la prima volta alla competizione parteciparono nove squadre: alle otto formazioni aventi diritto si aggiunse infatti l'Italia, come Paese organizzatore.
La selezione europea giunse al primo posto nella classifica maschile, mentre la competizione femminile vide il successo della nazionale della Germania Est, che bissò la vittoria dell'edizione precedente.

## Risultati

### 100 m
| Pos. | Sq. | Atleta                | Ris.  |
| ---- | --- | --------------------- | ----- |
| 1    | EUR | Allan Wells           | 10.20 |
| 2    | AFR | Ernest Obeng          | 10.21 |
| 3    | RDA | Frank Emmelmann       | 10.30 |
| 4    | URS | Nikolaj Sidorov       | 10.41 |
| 5    | AME | Colin Bradford        | 10.44 |
| 6    | ITA | Pierfrancesco Pavoni  | 10.51 |
| 7    | OCE | Gerrard Keating       | 10.51 |
| 8    | ASI | Suchart Chairsuvaparb | 10.73 |
| 9    | USA | Carl Lewis            | 10.96 |

| Pos. | Sq. | Atleta              | Ris.  |
| ---- | --- | ------------------- | ----- |
| 1    | USA | Evelyn Ashford      | 11.02 |
| 2    | EUR | Kathy Smallwood     | 11.10 |
| 3    | RDA | Marlies Göhr        | 11.13 |
| 4    | AME | Angela Taylor       | 11.18 |
| 5    | URS | Natal'ja Bočina     | 11.38 |
| 6    | ITA | Marisa Masullo      | 11.53 |
| 7    | OCE | Helen Edwards       | 11.58 |
| 8    | AFR | Nawal El Moutawakel | 11.92 |
| 9    | ASI | Yukiko Osako        | 12.14 |

### 200 m
| Pos. | Sq. | Atleta               | Ris.  |
| ---- | --- | -------------------- | ----- |
| 1    | USA | Mel Lattany          | 20.21 |
| 2    | EUR | Allan Wells          | 20.53 |
| 3    | RDA | Frank Emmelmann      | 20.57 |
| 4    | AME | Don Quarrie          | 20.66 |
| 5    | ITA | Giovanni Bongiorni   | 21.11 |
| 6    | URS | Jurij Naumenko       | 21.13 |
| 7    | AFR | Degnan Kablan        | 21.20 |
| 8    | ASI | Toshio Toyota        | 21.39 |
| 9    | OCE | Peter van Miltenberg | 21.88 |

| Pos. | Sq. | Atleta                | Ris.  |
| ---- | --- | --------------------- | ----- |
| 1    | USA | Evelyn Ashford        | 22.18 |
| 2    | EUR | Jarmila Kratochvílová | 22.31 |
| 3    | RDA | Bärbel Wöckel         | 22.41 |
| 4    | AME | Angela Taylor         | 22.67 |
| 5    | URS | Natal'ja Bočina       | 23.05 |
| 6    | ITA | Marisa Masullo        | 23.22 |
| 7    | OCE | Helen Edwards         | 23.68 |
| 8    | AFR | Hannah Afriye         | 24.63 |
| 9    | ASI | Emiko Konishi         | 24.82 |

### 400 m
| Pos. | Sq. | Atleta            | Ris.  |
| ---- | --- | ----------------- | ----- |
| 1    | USA | Cliff Willey      | 44.88 |
| 2    | ITA | Mauro Zuliani     | 45.26 |
| 3    | AME | Bert Cameron      | 45.27 |
| 4    | RFA | Hartmut Weber     | 45.52 |
| 5    | URS | Viktor Markin     | 45.78 |
| 6    | RDA | Andreas Knebel    | 45.86 |
| 7    | AFR | Hassan El Kashief | 45.96 |
| 8    | OCE | Gary Minihan      | 46.85 |
| 9    | ASI | Takeyuki Isobe    | 47.71 |

| Pos. | Sq. | Atleta                | Ris.  |
| ---- | --- | --------------------- | ----- |
| 1    | EUR | Jarmila Kratochvílová | 48.61 |
| 2    | RDA | Marita Koch           | 49.27 |
| 3    | AME | Jacqueline Pusey      | 51.48 |
| 4    | USA | Denean Howard         | 51.76 |
| 5    | ITA | Erica Rossi           | 52.50 |
| 6    | URS | Irina Nazarova        | 53.21 |
| 7    | OCE | Leanne Evans          | 53.44 |
| 8    | AFR | Ruth Atuti            | 55.58 |
| 9    | ASI | Junko Yoshida         | 56.00 |

### 800 m
| Pos. | Sq. | Atleta             | Ris.    |
| ---- | --- | ------------------ | ------- |
| 1    | EUR | Sebastian Coe      | 1:46.18 |
| 2    | USA | James Robinson     | 1:47.31 |
| 3    | RDA | Detlef Wagenknecht | 1:47.49 |
| 4    | OCE | Michael Hillardt   | 1:47.59 |
| 5    | AFR | Omer Khalifa       | 1:47.63 |
| 6    | AME | Joaquim Cruz       | 1:47.77 |
| 7    | ITA | Carlo Grippo       | 1:47.79 |
| 8    | URS | Nikolaj Kirov      | 1:48.15 |
| 9    | ASI | Abraham Rajan      | 1:53.21 |

| Pos. | Sq. | Atleta             | Ris.    |
| ---- | --- | ------------------ | ------- |
| 1    | URS | Ljudmila Veselkova | 1:57.48 |
| 2    | RDA | Martina Steuk      | 1:58.31 |
| 3    | EUR | Jolanta Januchta   | 1:58.32 |
| 4    | ITA | Gabriella Dorio    | 1:59.43 |
| 5    | OCE | Terri-Anne Cater   | 2:00.56 |
| 6    | USA | Madeline Manning   | 2:01.79 |
| 7    | AME | Brit McRoberts     | 2:02.19 |
| 8    | AFR | Mary Chemweno      | 2:05.73 |
| 9    | ASI | Geeta Zutshi       | 2:09.56 |

### 1500 m
| Pos. | Sq. | Atleta             | Ris.    |
| ---- | --- | ------------------ | ------- |
| 1    | EUR | Steve Ovett        | 3:34.95 |
| 2    | OCE | John Walker        | 3:35.49 |
| 3    | RDA | Olaf Beyer         | 3:35.58 |
| 4    | AFR | Mike Boit          | 3:36.29 |
| 5    | USA | Sydney Maree       | 3:36.56 |
| 6    | URS | Nikolaj Kirov      | 3:38.05 |
| 7    | ITA | Claudio Patrignani | 3:39.41 |
| 8    | AME | John Craig         | 3:39.86 |
| 9    | ASI | Takahashi Ishii    | 3:40.93 |

| Pos. | Sq. | Atleta          | Ris.    |
| ---- | --- | --------------- | ------- |
| 1    | URS | Tamara Sorokina | 4:03.33 |
| 2    | ITA | Gabriella Dorio | 4:03.75 |
| 3    | RDA | Ulrike Bruns    | 4:04.67 |
| 4    | EUR | Anna Bukis      | 4:06.72 |
| 5    | USA | Jan Merril      | 4:08.98 |
| 6    | AME | Brit McRoberts  | 4:09.66 |
| 7    | AFR | Mary Chamaneno  | 4:10.69 |
| 8    | OCE | Diane Roger     | 4:19.98 |
| 9    | ASI | Xiu Nun Zhang   | 4:26.97 |

### 5000 m / 3000 m
| Pos. | Sq. | Atleta              | Ris.     |
| ---- | --- | ------------------- | -------- |
| 1    | EUR | Eamonn Coghlan      | 14:08.39 |
| 2    | RDA | Hansjörg Kunze      | 14:08.54 |
| 3    | ITA | Vittorio Fontanella | 14:09.06 |
| 4    | URS | Valerij Abramov     | 14:09.85 |
| 5    | AFR | Tolossa Kotu        | 14:11.14 |
| 6    | USA | Matt Centrowitz     | 14:11.14 |
| 7    | ASI | Gopal Singh Saini   | 14:14.88 |
| 8    | AME | Paul Williams       | 14:24.21 |
| 9    | OCE | Peter Renner        | 14:31.67 |

| Pos. | Sq. | Atleta               | Ris.     |
| ---- | --- | -------------------- | -------- |
| 1    | RDA | Angelika Zauber      | 8:54.89  |
| 2    | EUR | Maricica Puică       | 8:55.80  |
| 3    | ITA | Silvana Cruciata     | 8:57.10  |
| 4    | URS | Tat'jana Pozdnjakova | 9:02.95  |
| 5    | USA | Brenda Webb          | 9:13.10  |
| 6    | AFR | Justina Chepchirchir | 9:18.80  |
| 7    | OCE | Barbara Moore        | 9:18.83  |
| 8    | ASI | Akemi Masuda         | 9:58.07  |
| 9    | AME | Angelita Lind        | 10:20.92 |

### 10000 m
| \| Pos. \| Sq. \| Atleta \| Ris. \| \| ---- \| --- \| ------------------ \| ----------- \| \| 1 \| RDA \| Werner Schildhauer \| 27:38.43 NR \| \| 2 \| AFR \| Mohamed Kedir \| 27:39.44 NR \| \| 3 \| USA \| Alberto Salazar \| 27:40.69 \| \| 4 \| ITA \| Venanzio Ortis \| 27:42.70 \| \| 5 \| EUR \| Martti Vainio \| 27:48.82 \| \| 6 \| URS \| Toomas Turb \| 27:54.18 \| \| 7 \| ASI \| Kunimutsu Itoh \| 28:35.95 \| \| 8 \| OCE \| Steve Austin \| 28:51.70 \| \| 9 \| AME \| Peter Butler \| 29:47.05 \| |     |                    |             |
| Pos. | Sq. | Atleta             | Ris.        |
| 1 | RDA | Werner Schildhauer | 27:38.43 NR |
| 2 | AFR | Mohamed Kedir      | 27:39.44 NR |
| 3 | USA | Alberto Salazar    | 27:40.69    |
| 4 | ITA | Venanzio Ortis     | 27:42.70    |
| 5 | EUR | Martti Vainio      | 27:48.82    |
| 6 | URS | Toomas Turb        | 27:54.18    |
| 7 | ASI | Kunimutsu Itoh     | 28:35.95    |
| 8 | OCE | Steve Austin       | 28:51.70    |
| 9 | AME | Peter Butler       | 29:47.05    |

### 3000 m siepi
| \| Pos. \| Sq. \| Atleta \| Ris. \| \| ---- \| --- \| ------------------- \| ------- \| \| 1 \| EUR \| Boguslaw Maminski \| 8:19.89 \| \| 2 \| ITA \| Mariano Scartezzini \| 8:19.93 \| \| 3 \| ASI \| Hisatoshi Shintaku \| 8:23.64 \| \| 4 \| RDA \| Ralf Pönitzsch \| 8:24.13 \| \| 5 \| AME \| Greg Duhaime \| 8:25.12 \| \| 6 \| URS \| Sergej Epišin \| 8:28.78 \| \| 7 \| AFR \| Eshetu Tura \| 8:35.23 \| \| 8 \| OCE \| Peter Larkins \| 8:39.63 \| \| \| USA \| Henry Marsh \| DQ \| |     |                     |         |
| Pos. | Sq. | Atleta              | Ris.    |
| 1 | EUR | Boguslaw Maminski   | 8:19.89 |
| 2 | ITA | Mariano Scartezzini | 8:19.93 |
| 3 | ASI | Hisatoshi Shintaku  | 8:23.64 |
| 4 | RDA | Ralf Pönitzsch      | 8:24.13 |
| 5 | AME | Greg Duhaime        | 8:25.12 |
| 6 | URS | Sergej Epišin       | 8:28.78 |
| 7 | AFR | Eshetu Tura         | 8:35.23 |
| 8 | OCE | Peter Larkins       | 8:39.63 |
| | USA | Henry Marsh         | DQ      |

### 110/100 m ostacoli
| Pos. | Sq. | Atleta             | Ris.  |
| ---- | --- | ------------------ | ----- |
| 1    | USA | Greg Foster        | 13.32 |
| 2    | AME | Alejandro Casañas  | 13.36 |
| 3    | EUR | Július Ivan        | 13.66 |
| 4    | RDA | Andreas Schlisske  | 13.72 |
| 5    | URS | Jurij Červanev     | 13.76 |
| 6    | ITA | Daniele Fontecchio | 13.90 |
| 7    | OCE | Tim Soper          | 14.31 |
| 8    | ASI | Yoshifumi Fujimori | 14.31 |
| 9    | AFR | Charles Kokoyo     | 14.63 |

| Pos. | Sq. | Atleta              | Ris.  |
| ---- | --- | ------------------- | ----- |
| 1    | URS | Tat'jana Anisimova  | 12.85 |
| 2    | RDA | Kerstin Knabe       | 12.91 |
| 3    | EUR | Lucyna Langer       | 12.97 |
| 4    | EUA | Stephanie Hightower | 13.09 |
| 5    | OCE | Penny Gillies       | 13.59 |
| 6    | ITA | Patrizia Lombardo   | 13.68 |
| 7    | AME | Grisel Machado      | 13.76 |
| 8    | ASI | Emi Akimoto         | 13.97 |
| 9    | AFR | Cécile Ngambi       | 14.16 |

### 400 m ostacoli
| Pos. | Sq. | Atleta              | Ris.  |
| ---- | --- | ------------------- | ----- |
| 1    | USA | Edwin Moses         | 47.37 |
| 2    | RDA | Volker Beck         | 49.16 |
| 3    | EUR | Harry Schulting     | 49.69 |
| 4    | URS | Vasilij Archipenko  | 49.85 |
| 5    | AME | Antônio E. Ferreira | 50.45 |
| 6    | OCE | Garry Brown         | 50.59 |
| 7    | ITA | Saverio Gellini     | 50.69 |
| 8    | ASI | Takashi Nagao       | 51.95 |
| 9    | AFR | Jackson Melly       | 52.90 |

| Pos. | Sq. | Atleta             | Ris.  |
| ---- | --- | ------------------ | ----- |
| 1    | RDA | Ellen Neumann      | 54.82 |
| 2    | EUR | Genowefa Blaszak   | 56.20 |
| 3    | URS | Anna Kastežkaja    | 56.37 |
| 4    | OCE | Lynette Young      | 57.51 |
| 5    | ITA | Giuseppina Cirulli | 58.11 |
| 6    | AME | Mercedes Mesa      | 59.53 |
| 7    | USA | Sandy Myers        | 59.95 |
| 8    | ASI | Yumiko Aoi         | 61.72 |
| 9    | AFR | Céléstine N'Drin   | 64.68 |

### Salto in alto
| Pos. | Sq. | Atleta             | Ris. |
| ---- | --- | ------------------ | ---- |
| 1    | USA | Tyke Peacock       | 2.28 |
| 2    | EUR | Gerd Nagel         | 2.26 |
| 3    | RDA | Jörg Freimuth      | 2.24 |
| 4    | URS | Valerij Sereda     | 2.18 |
| 5    | AME | Milt Ottey         | 2.15 |
| 6    | ITA | Massimo Di Giorgio | 2.15 |
| 7    | AFR | Amadou Dia Bâ      | 2.15 |
| 8    | OCE | David Hoyle        | 2.10 |
| 9    | ASI | Zhu Jianhua        | 2.05 |

| Pos. | Sq. | Atleta            | Ris. |
| ---- | --- | ----------------- | ---- |
| 1    | EUR | Ulrike Meyfarth   | 1.96 |
| 2    | URS | Tamara Bykova     | 1.96 |
| 3    | USA | Pam Spencer       | 1.92 |
| 4    | OCE | Christine Stanton | 1.86 |
| 5    | ITA | Sandra Fossati    | 1.86 |
| 6    | RDA | Jutta Kirst       | 1.86 |
| 7    | ASI | Hisao Fukumitsu   | 1.83 |
| 8    | AME | Silvia Costa      | 1.83 |
| 9    | AFR | Kawther Akremi    | 1.60 |

### Salto con l'asta
| \| Pos. \| Sq. \| Atleta \| Ris. \| \| ---- \| --- \| ------------------ \| ---- \| \| 1 \| URS \| Konstantin Volkov \| 5.70 \| \| 2 \| EUR \| Jean-Michel Bellot \| 5.55 \| \| 3 \| USA \| Billy Olson \| 5.50 \| \| 4 \| ASI \| Tomomi Takahashi \| 5.40 \| \| 5 \| RDA \| Axel Weber \| 5.30 \| \| 6 \| ITA \| Mauro Barella \| 5.20 \| \| 7 \| AME \| Rubén Camino \| 5.20 \| \| 8 \| OCE \| Kieran McKee \| 4.70 \| \| 9 \| AFR \| Mohammed Ben Saad \| 4.50 \| |     |                    |      |
| Pos. | Sq. | Atleta             | Ris. |
| 1 | URS | Konstantin Volkov  | 5.70 |
| 2 | EUR | Jean-Michel Bellot | 5.55 |
| 3 | USA | Billy Olson        | 5.50 |
| 4 | ASI | Tomomi Takahashi   | 5.40 |
| 5 | RDA | Axel Weber         | 5.30 |
| 6 | ITA | Mauro Barella      | 5.20 |
| 7 | AME | Rubén Camino       | 5.20 |
| 8 | OCE | Kieran McKee       | 4.70 |
| 9 | AFR | Mohammed Ben Saad  | 4.50 |

### Salto in lungo
| Pos. | Sq. | Atleta               | Ris.    |
| ---- | --- | -------------------- | ------- |
| 1    | USA | Carl Lewis           | 8.15    |
| 2    | OCE | Gary Honey           | 8.11 NR |
| 3    | URS | Šamil Abbjasov       | 7.95    |
| 4    | ASI | Liu Yu-Huang         | 7.89    |
| 5    | RDA | Uwe Lange            | 7.71    |
| 6    | ITA | Giovanni Evangelisti | 7.67    |
| 7    | EUR | László Szalma        | 7.65    |
| 8    | AFR | Charlton Ehizuelen   | 7.47    |
| 9    | AME | Ubaldo Duany         | 5.37    |

| Pos. | Sq. | Atleta          | Ris.    |
| ---- | --- | --------------- | ------- |
| 1    | RDA | Sigrid Ulbricht | 6.80 CR |
| 2    | USA | Jodi Anderson   | 6.61    |
| 3    | EUR | Anna Wlodarczyk | 6.59    |
| 4    | URS | Tat'jana Skačko | 6.49    |
| 5    | AME | Shonel Ferguson | 6.34    |
| 6    | OCE | Linda Garden    | 6.10    |
| 7    | ITA | Barbara Norello | 6.01    |
| 8    | ASI | Wu Feng         | 5.76    |
| 9    | AFR | Janet Yawson    | 5.70    |

### Salto triplo
| \| Pos. \| Sq. \| Atleta \| Ris. \| \| ---- \| --- \| ----------------------- \| -------- \| \| 1 \| AME \| João Carlos de Oliveira \| 17.37 CR \| \| 2 \| ASI \| Zou Zhenxian \| 17.34 \| \| 3 \| USA \| Willie Banks \| 17.04 \| \| 4 \| URS \| Jaak Uudmäe \| 16.83 \| \| 5 \| EUR \| Béla Bakosi \| 16.70 \| \| 6 \| OCE \| Ken Lorraway \| 16.70 \| \| 7 \| RDA \| Lutz Dombrowski \| 16.33 \| \| 8 \| AFR \| Ajayi Agbebaku \| 16.14 \| \| 9 \| ITA \| Paolo Piapan \| 15.38 \| |     |                         |          |
| Pos. | Sq. | Atleta                  | Ris.     |
| 1 | AME | João Carlos de Oliveira | 17.37 CR |
| 2 | ASI | Zou Zhenxian            | 17.34    |
| 3 | USA | Willie Banks            | 17.04    |
| 4 | URS | Jaak Uudmäe             | 16.83    |
| 5 | EUR | Béla Bakosi             | 16.70    |
| 6 | OCE | Ken Lorraway            | 16.70    |
| 7 | RDA | Lutz Dombrowski         | 16.33    |
| 8 | AFR | Ajayi Agbebaku          | 16.14    |
| 9 | ITA | Paolo Piapan            | 15.38    |

### Getto del peso
| Pos. | Sq. | Atleta               | Ris.  |
| ---- | --- | -------------------- | ----- |
| 1    | RDA | Udo Beyer            | 21.40 |
| 2    | URS | Evgenij Mironov      | 20.34 |
| 3    | USA | Dave Laut            | 19.90 |
| 4    | EUR | Ralf Reichenbach     | 19.18 |
| 5    | AME | Bishop Dolegiewicz   | 18.88 |
| 6    | AFR | Youssef Nagui Assaad | 18.76 |
| 7    | ITA | Alessandro Andrei    | 18.37 |
| 8    | OCE | Phil Nettle          | 17.20 |
|      | ASI | Mohamed Al-Zinkawi   | NH    |

| Pos. | Sq. | Atleta             | Ris.  |
| ---- | --- | ------------------ | ----- |
| 1    | RDA | Ilona Slupianek    | 20.60 |
| 2    | EUR | Helena Fibingerová | 19.92 |
| 3    | AME | Elena Sarriá       | 19.21 |
| 4    | URS | Nina Isaeva        | 18.08 |
| 5    | ITA | Cinzia Petrucci    | 17.77 |
| 6    | ASI | Shen Lijuan        | 17.09 |
| 7    | USA | Denise Wood        | 16.00 |
| 8    | OCE | Christine Schulz   | 14.38 |
| 9    | AFR | Odette Mistoul     | 13.56 |

### Lancio del disco
| Pos. | Sq. | Atleta                | Ris.  |
| ---- | --- | --------------------- | ----- |
| 1    | RDA | Armin Lemme           | 66.38 |
| 2    | AME | Luis Delís            | 66.26 |
| 3    | EUR | Imrich Bugár          | 64.38 |
| 4    | URS | Dmitrij Kovcun        | 62.82 |
| 5    | ITA | Armando De Vincentiis | 58.14 |
| 6    | AFR | Mohammed Naguib       | 57.94 |
| 7    | ASI | Li Weinan             | 54.52 |
| 8    | OCE | Robin Tait            | 53.24 |
|      | USA |                       | DNS   |

| Pos. | Sq. | Atleta               | Ris.  |
| ---- | --- | -------------------- | ----- |
| 1    | RDA | Evelin Jahl          | 66.70 |
| 2    | EUR | Maria Petkova        | 66.30 |
| 3    | URS | Galina Savinkova     | 63.96 |
| 4    | AME | Carmen Romero        | 61.60 |
| 5    | ASI | Li Xiaohui           | 55.70 |
| 6    | USA | Leslie Deniz         | 53.20 |
| 7    | ITA | Maristella Bano      | 50.30 |
| 8    | OCE | Andrina Rovis-Herman | 45.80 |
| 9    | AFR | Zoubida Laayouni     | 45.24 |

### Lancio del martello
| \| Pos. \| Sq. \| Atleta \| Ris. \| \| ---- \| --- \| ------------------- \| ----- \| \| 1 \| URS \| Jurij Sedych \| 77.42 \| \| 2 \| EUR \| Karl-Hans Riehm \| 75.60 \| \| 3 \| ITA \| Giampaolo Urlando \| 71.92 \| \| 4 \| AME \| Scott Neilsen \| 67.56 \| \| 5 \| USA \| Dave McKenzie \| 66.72 \| \| 6 \| ASI \| Shigenobu Murofushi \| 66.64 \| \| 7 \| RDA \| Roland Steuk \| 65.74 \| \| 8 \| AFR \| Hakim Toumi \| 59.80 \| \| 9 \| OCE \| Agostino Puopolo \| 56.18 \| |     |                     |       |
| Pos. | Sq. | Atleta              | Ris.  |
| 1 | URS | Jurij Sedych        | 77.42 |
| 2 | EUR | Karl-Hans Riehm     | 75.60 |
| 3 | ITA | Giampaolo Urlando   | 71.92 |
| 4 | AME | Scott Neilsen       | 67.56 |
| 5 | USA | Dave McKenzie       | 66.72 |
| 6 | ASI | Shigenobu Murofushi | 66.64 |
| 7 | RDA | Roland Steuk        | 65.74 |
| 8 | AFR | Hakim Toumi         | 59.80 |
| 9 | OCE | Agostino Puopolo    | 56.18 |

### Lancio del giavellotto
| Pos. | Sq. | Atleta            | Ris.  |
| ---- | --- | ----------------- | ----- |
| 1    | URS | Dainis Kûla       | 89.74 |
| 2    | RDA | Detlef Michel     | 89.38 |
| 3    | EUR | Pentti Sinersaari | 83.26 |
| 4    | USA | Rod Ewalino       | 82.24 |
| 5    | ITA | Agostino Ghesini  | 80.96 |
| 6    | OCE | Michael O'Rourke  | 79.78 |
| 7    | ASI | Shen Maomao       | 79.08 |
| 8    | AFR | Justin Arop       | 77.76 |
|      | AME | Dionisio Quintana | 77.28 |

| Pos. | Sq. | Atleta             | Ris.     |
| ---- | --- | ------------------ | -------- |
| 1    | EUR | Antoaneta Todorova | 70.08 CR |
| 2    | RDA | Petra Felke        | 66.60 PB |
| 3    | USA | Karin Smith        | 63.04    |
| 4    | OCE | Petra Rivers       | 61.54    |
| 5    | AME | Mayra Vila         | 59.00    |
| 6    | URS | Leolita Blodniece  | 57.06    |
| 7    | ASI | Tang Guoli         | 56.66    |
| 8    | ITA | Fausta Quintavalla | 52.80    |
| 9    | AFR | Agnès Tchuinté     | 52.56    |

### Staffetta 4 x 100
| Pos. | Sq. | Atleta                                                                  | Ris.  |
| ---- | --- | ----------------------------------------------------------------------- | ----- |
| 1    | EUR | Krzysztof Zwolinski, Zenon Licznerski, Leszek Dunecki, Marian Woronin   | 38.73 |
| 2    | RDA | Frank Hollender, Detlef Kübeck, Bernhard Hoff, Frank Emmelmann          | 38.79 |
| 3    | USA | Mel Lattany, Anthony Ketchum, Stanley Floyd, Steve Williams             | 38.85 |
| 4    | URS | Jurij Naumenko, Nikolaj Sidorov, Aleksandr Aksinin, Vladimir Murav'ëv   | 39.04 |
| 5    | AME | Desai Williams, Colin Bradford, Don Quarrie, Ben Johnson                | 39.13 |
| 6    | ITA | Pierfrancesco Pavoni, Giovanni Bongiorni, Diego Nodari, Carlo Simionato | 39.67 |
| 7    | ASI | Toshio Toyota, Hideyuki Arikawa, Hideki Ikeda, Hirohito Yamazaki        | 40.07 |
| 8    | OCE | Gerrard Keating, Shane Downey, James Kelly, Peter Van Miltenberg        | 40.85 |
|      | AFR | Amadou Meité, Théophile Nkounkou, Degnan Kablan, Ernest Obeng           | DQ    |

| Pos. | Sq. | Atleta                                                                  | Ris.     |
| ---- | --- | ----------------------------------------------------------------------- | -------- |
| 1    | RDA | Kirsten Siemon, Bärbel Wöckel, Gesine Walther, Marlies Göhr             | 42.22 WL |
| 2    | USA | Alice Brown, Jeanette Bolden, Florence Griffith, Evelyn Ashford         | 42.82 NR |
| 3    | URS | Ol'ga Zolotarëva, Ol'ga Nasonova, Ljudmila Kondrat'eva, Natal'ja Bočina | 43.01    |
| 4    | AME | Lilieth Hodges, Jacqueline Pusey, Angela Bailey, Angela Taylor          | 43.06    |
| 5    | OCE | Wendy Brown, Kerrie Waite, Penny Gillies, Helen Edwards                 | 44.99    |
| 6    | ITA | Antonella Capriotti, Carla Mercurio, Patrizia Lombardo, Marisa Masullo  | 45.01    |
| 7    | AFR | Nawal El Moutawakel, Cécile Ngambi, Alice Adala, Hannah Afriye          | 46.15    |
| 8    | ASI | Tomi Osako, Yukiko Osako, Emiko Konishi, Emi Akimoto                    | 46.45    |

### Staffetta 4 x 400
| Pos. | Sq. | Atleta                                                             | Ris.       |
| ---- | --- | ------------------------------------------------------------------ | ---------- |
| 1    | USA | Walter McCoy, Cliff Wiley, Willie Smith, Tony Darden               | 2:59.12 WL |
| 2    | EUR | Eric Josjö, Alfons Brijdenbach, Koen Gijsbers, Hartmut Weber       | 3:01.47    |
| 3    | AME | Héctor Daley, Colin Bradford, Michael Paul, Bert Cameron           | 3:02.01    |
| 4    | URS | Pavel Roščin, Viktor Burakov, Vitalij Fedotov, Viktor Markin       | 3:02.93    |
| 5    | ITA | Stefano Malinverni, Roberto Tozzi, Alfonso Di Guida, Mauro Zuliani | 3:03.23    |
| 6    | RDA | Frank Schaffer, Carsten Petters, Volker Beck, Andreas Knebel       | 3:03.63    |
| 7    | AFR | Brahim Amour, Degnan Kablan, Sammy Koskei, James Atuti             | 3:05.55    |
| 8    | OCE | Gary Minihan, John Fleming, Peter Van Miltenberg, Michael Willis   | 3:07.11    |
| 9    | ASI | Eiji Natori, Takayuki Isobe, Shigenobu Omori, Takashi Nagao        | 3:09.93    |

| Pos. | Sq. | Atleta                                                                  | Ris.    |
| ---- | --- | ----------------------------------------------------------------------- | ------- |
| 1    | RDA | Dagmar Rübsam, Martina Steuck, Bärbel Wöckel, Marita Koch               | 3:20.62 |
| 2    | EUR | Michelle Scutt, Verona Elder, Joslyn Hoyte-Smith, Jarmila Kratochvílová | 3:23.03 |
| 3    | AME | Charmaine Crooks, Jackie Pusey, Marita Payne, June Griffith             | 3:26.42 |
| 4    | URS | Nadežda Ljalina, Irina Baskakova, Tat'jana Litvinova, Irina Nazarova    | 3:26.92 |
| 5    | USA | Delisa Walton, Lorna Forde, Arlise Emerson, Denean Howard               | 3:30.72 |
| 6    | ITA | Patrizia Lombardo, Morena Pistrino, Giuseppina Cirulli, Erica Rossi     | 3:36.50 |
| 7    | OCE | Leanne Evans, Lynette Foreman, Gail Millar, Marian O'Shaughnessy        | 3:37.27 |
| 8    | ASI | Lydia de Vega, Junko Yoshida, Gao Yanqing, Saik Oik Cum                 | 3:44.64 |
| 9    | AFR | Marième Boye, Céléstine N'Drin, Regine Dramiga, Ruth Atuki              | 3:49.13 |

## Classifiche
| Pos. | Squadra          | Punti |
| ---- | ---------------- | ----- |
| 1    | Europa           | 147   |
| 2    | Germania Est     | 130   |
| 3    | Stati Uniti      | 127   |
| 4    | Unione Sovietica | 118   |
| 5    | Americhe         | 95    |
| 6    | Italia           | 93    |
| 7    | Africa           | 66    |
| 8    | Oceania          | 61    |
| 9    | Asia             | 59    |

| Pos. | Squadra          | Punti |
| ---- | ---------------- | ----- |
| 1    | Germania Est     | 120,5 |
| 2    | Europa           | 110   |
| 3    | Unione Sovietica | 98    |
| 4    | Stati Uniti      | 89    |
| 5    | Americhe         | 72    |
| 6    | Italia           | 68,5  |
| 7    | Oceania          | 58    |
| 8    | Asia             | 32    |
| 9    | Africa           | 26    |